# I Classici del Giallo Mondadori dal 901 al 1000
|  | I 100 precedenti: I Classici del Giallo Mondadori dal 801 al 900 |

## Dal N.901 al N.1000
| N.   | Titolo italiano                          | Autore               | Titolo originale                                                           | Anno originale | Pubblicazione |
| ---- | ---------------------------------------- | -------------------- | -------------------------------------------------------------------------- | -------------- | ------------- |
| 901  | Il villaggio di vetro                    | Ellery Queen         | (The Glass Village)                                                        | 1954           | 2001          |
| 902  | L'altra uscita                           | Elizabeth Daly       | (The Wrong Way Down)                                                       | 1946           | 2001          |
| 903  | Roulette sull'oceano                     | Freeman Wills Crofts | (Fatal Venture)                                                            | 1939           | 2001          |
| 904  | Opere di male                            | Helen Reilly         | (Murder at Arroways)                                                       | 1949           | 2001          |
| 905  | Muori, muori                             | Clayton Rawson       | (The Headless Lady)                                                        | 1940           | 2001          |
| 906  | Alias Basil Willing                      | Helen McCloy         | (Alias Basil Willing)                                                      | 1951           | 2001          |
| 907  | Nella mia fine è il mio principio        | Agatha Christie      | (Endless Night)                                                            | 1967           | 2001          |
| 908  | Depone la morte                          | Erle Stanley Gardner | (The Case of The Musical Cow)                                              | 1950           | 2001          |
| 909  | La corte delle streghe                   | John Dickson Carr    | (The Burning Court)                                                        | 1937           | 2001          |
| 910  | Delitto di Natale                        | Cyril Hare           | (An English Murder)                                                        | 1951           | 2001          |
| 911  | Non c'è più scampo                       | Agatha Christie      | (Murder in Mesopotamia)                                                    | 1936           | 2001          |
| 912  | Il paese del maleficio                   | Ellery Queen         | (Calamity Town)                                                            | 1942           | 2002          |
| 913  | Alta cucina                              | Rex Stout            | (Too Many Cooks)                                                           | 1938           | 2002          |
| 914  | Ricevimento col morto                    | Ngaio Marsh          | (False Scent)                                                              | 1960           | 2002          |
| 915  | Doppio misto con la morte                | Georgette Heyer      | (Detection Unlimited)                                                      | 1953           | 2002          |
| 916  | C'era una volta...                       | Agatha Christie      | (Death Comes as the End)                                                   | 1944           | 2002          |
| 917  | E i cani abbaiano                        | Jonathan Stagge      | (Dogs Do Bark)                                                             | 1935-1937      | 2002          |
| 918  | La bella addormentata                    | Ross MacDonald       | (Sleeping Beauty)                                                          | 1973           | 2002          |
| 919  | L'ereditiera di Chicago                  | Mignon G. Eberhart   | (Hasty Wedding)                                                            | 1937           | 2002          |
| 920  | Fantasma Party                           | John Dickson Carr    | (The Man who Could Not Shudder)                                            | 1940           | 2002          |
| 921  | L'enigma del gatto persiano              | Anthony Boucher      | (The Case of the Seven Snezees)                                            | 1942           | 2002          |
| 922  | Rebus per un funerale                    | Ruth Rendell         | (One Across, Two Down)                                                     | 1971           | 2002          |
| 923  | Il pericolo senza nome                   | Agatha Christie      | (Peril at End House)                                                       | 1932           | 2002          |
| 924  | La donna fantasma                        | Cornell Woolrich     | (Phantom Lady)                                                             | 1942           | 2002          |
| 925  | È scomparsa una ragazza                  | Hillary Waugh        | (Last Seen Wearing...)                                                     | 1952           | 2002          |
| 926  | La traccia del serpente                  | Rex Stout            | (Fer-De-Lance)                                                             | 1934           | 2002          |
| 927  | Maschera bianca                          | Edgar Wallace        | (White Face)                                                               | 1930           | 2002          |
| 928  | Ghiaccio per l'87º Distretto             | Ed McBain            | (Ice)                                                                      | 1983           | 2002          |
| 929  | Il mistero dello scheletro               | Carter Dickson       | (The Skeleton in the Clock)                                                | 1948           | 2002          |
| 930  | Arsenico                                 | R. Austin Freeman    | (As a Thief in the Night)                                                  | 1928           | 2002          |
| 931  | Verso l'ora zero                         | Agatha Christie      | (Towards Zero)                                                             | 1944           | 2002          |
| 932  | Uno strano cliente                       | Fredric Brown        | (Death Has Many Doors)                                                     | 1951           | 2002          |
| 933  | Delitto al club delle donne              | Patrick Quentin      | (Murder at the Women's City Club)                                          | 1932           | 2002          |
| 934  | La morte nella manica                    | Erle Stanley Gardner | (Murder Up My Sleeve)                                                      | 1937           | 2002          |
| 935  | Incubo a Devil's Acre                    | Anne Perry           | (Death in Devil's Acre)                                                    | 1985           | 2003          |
| 936  | Il Natale di Poirot                      | Agatha Christie      | (Hercule Poirot's Christmas)                                               | 1938           | 2003          |
| 937  | L'arte di uccidere                       | John Dickson Carr    | (The Lost Gallows)                                                         | 1931           | 2003          |
| 938  | La morte prende il tè                    | Patricia Wentworth   | (Miss Silver Comes to Stay)                                                | 1951           | 2003          |
| 939  | Carolus Deene e il tuffo mortale         | Leo Bruce            | (Nothing Like Blood)                                                       | 1962           | 2003          |
| 940  | Nero Wolfe, discolpati                   | Rex Stout            | (Plot It Yourself)                                                         | 1959           | 2003          |
| 941  | Delitto in casa Willet                   | Rufus King           | (Murder in the Willet Family)                                              | 1931           | 2003          |
| 942  | Perry Mason e il pappagallo spergiuro    | Erle Stanley Gardner | (The Case of the Perjured Parrot)                                          | 1939           | 2003          |
| 943  | Il cerchio rosso                         | Edgar Wallace        | (The Crimson Circle)                                                       | 1922           | 2003          |
| 944  | Delitti tra Nord e Sud                   | Anne Perry           | (Slaves and Obsession)                                                     | 2000           | 2003          |
| 945  | Il segreto del convento                  | C.L. Grace           | (Saintly Murders)                                                          | 2001           | 2003          |
| 946  | La strana scomparsa di Leslie            | Josephine Tey        | (To Love and Be Wise)                                                      | 1951           | 2003          |
| 947  | I segreti del colonnello Mann            | Cynthia Peale        | (The Death of Colonel Mann)                                                | 2000           | 2003          |
| 948  | L'affare Khalkis                         | Ellery Queen         | (The Greek Coffin Mystery)                                                 | 1932           | 2003          |
| 949  | E trentuno con la morte...               | Giulio Leoni         |                                                                            | 2003           | 2003          |
| 950  | Delitto a porte chiuse                   | Anthony Berkeley     | (The Layton Court Mystery)                                                 | 1925           | 2003          |
| 951  | La lettera che uccide                    | Paul Halter          | (La lettre qui tue)                                                        | 1992           | 2003          |
| 952  | Il ritratto di Elsa Greer                | Agatha Christie      | (Five Little Pigs)                                                         | 1942           | 2003          |
| 953  | La ridda dei sospetti                    | Elizabeth Ferrars    | (Fear The Light)                                                           | 1960           | 2003          |
| 954  | Delitto alle terme                       | Hannah March         | (A Necessary Evil)                                                         | 2001           | 2003          |
| 955  | In crociera col delitto                  | Patrick Quentin      | (S.S. Murder)                                                              | 1933           | 2003          |
| 956  | Perry Mason e la testimone guercia       | Erle Stanley Gardner | (The Case of the One-eyed Witness)                                         | 1952           | 2003          |
| 957  | Carolus Deene e il mostro di Albert Park | Leo Bruce            | (Death in Albert Park)                                                     | 1957           | 2003          |
| 958  | Scompartimento omicidi                   | Sébastien Japrisot   | (Compartiment tueurs)                                                      | 1962           | 2003          |
| 959  | Morte in Kenya                           | M.M. Kaye            | (Death in Kenya)                                                           | 1958           | 2003          |
| 960  | È un reato dottor Fell!                  | John Dickson Carr    | (The Dead Man's Knock)                                                     | 1958           | 2003          |
| 961  | Amelia Peabody sulla montagna sacra      | Elizabeth Peters     | (The Last Camel Died at Noon)                                              | 1991           | 2003          |
| 962  | Troppo presto per morire                 | Henry Wade           | (Too Soon to Die)                                                          | 1953           | 2003          |
| 963  | Delitto a Villa Steane                   | Mignon G. Eberhart   | (Unidentified Woman)                                                       | 1943           | 2003          |
| 964  | Richard Jury e il segno dei cinque       | Martha Grimes        | (Help the Poor Struggler)                                                  | 1985           | 2003          |
| 965  | Il quarto sospetto                       | Betty Rowlands       | (Put on by Cunning)                                                        | 1981           | 2003          |
| 966  | Il graffio della gatta                   | Rex Stout            | (The Mountain Cat Murders)                                                 | 1939           | 2003          |
| 967  | Il segreto della casa                    | Ruth Rendell         | (The Secret House of Death)                                                | 1968           | 2003          |
| 968  | Il quarto lato del triangolo             | Ellery Queen         | (The Fourth Side of The Triangle)                                          | 1965           | 2003          |
| 969  | Il complotto di Whitechapel              | Anne Perry           | (The Whitechapel Conspiracy)                                               | 2001           | 2003          |
| 970  | Le dieci coppe dello scorpione           | Paul Harding         | (The Slayers of Seth: a Story of Intrigue and Murder Set in Ancient Egypt) | 2002           | 2003          |
| 971  | Poirot non sbaglia                       | Agatha Christie      | (One, Two, Buckle My Shoe)                                                 | 1940           | 2003          |
| 972  | E così fino al delitto                   | Carter Dickson       | (And So to Murder)                                                         | 1940           | 2003          |
| 973  | La voce del silenzio                     | Patricia Wentworth   | (The Listening Eye)                                                        | 1957           | 2003          |
| 974  | I dubbi dell'ispettore Rutledge          | Charles Todd         | (A Fearsome Doubt)                                                         | 2002           | 2003          |
| 975  | La morte ha i tacchi alti                | Christianna Brand    | (Death in High Heels)                                                      | 1941           | 2003          |
| 976  | La morte di mia zia                      | C.H.B. Kitchin       | (Death of my Aunt)                                                         | 1929           | 2003          |
| 977  | Il college degli enigmi                  | Leo Bruce            | (Death at St. Asprey's School)                                             | 1967           | 2003          |
| 978  | Morte-express                            | Helen Reilly         | (Compartment K)                                                            | 1955           | 2003          |
| 979  | Perry Mason e il micio sbadato           | Erle Stanley Gardner | (The Case Of The Careless Kitten)                                          | 1951           | 2003          |
| 980  | Nero Wolfe la paga cara                  | Rex Stout            | (The Final Deduction)                                                      | 1961           | 2003          |
| 981  | Il segreto della necropoli               | David Wishart        | (Old Bones)                                                                | 2000           | 2003          |
| 982  | Natale con i tuoi                        | Stuart Palmer        | (Omit Flowers)                                                             | 1937           | 2003          |
| 983  | Funerale in blu                          | Anne Perry           | (A Funeral in Blue)                                                        | 2001           | 2003          |
| 984  | Cruciverba per una vittima               | Parnell Hall         | (Puzzled to Death)                                                         | 2001           | 2003          |
| 985  | Il verdetto dei dodici                   | Raymond Postgate     | (Verdict of Twelve)                                                        | 1940           | 2003          |
| 986  | Amelia Peabody e il ritorno di Sethos    | Elizabeth Peters     | (The Snake, the Crocodile and the Dog)                                     | 1992           | 2003          |
| 987  | Morte a Berlino                          | M.M. Kaye            | (Death Walked in Berlin)                                                   | 1955           | 2003          |
| 988  | L'orologio della morte                   | John Dickson Carr    | (Death Watch)                                                              | 1935           | 2003          |
| 989  | Miss Marple al Bertram Hotel             | Agatha Christie      | (At Bertram's Hotel)                                                       | 1965           | 2003          |
| 990  | La camera del pazzo                      | Paul Halter          | (La chambre du fou)                                                        | 1990           | 2004          |
| 991  | Ignazia alle crociate                    | Giuseppina Vallesi   |                                                                            | 2004           | 2004          |
| 992  | I quattro portalettere                   | Craig Rice           | (The Fourth Postman)                                                       | 1948           | 2004          |
| 993  | Ventimila hanno visto                    | Ellery Queen         | (The American Gun Mystery)                                                 | 1933           | 2004          |
| 994  | Ricetta per un delitto                   | Leo Bruce            | (Death with Blue Ribbon)                                                   | 1969           | 2004          |
| 995  | Morte sul set                            | Edmund Crispin       | (Frequent Hearses)                                                         | 1950           | 2004          |
| 996  | Morte di un fantasma                     | Margery Allingham    | (Death of a Ghost))                                                        | 1934           | 2004          |
| 997  | Perry Mason e la nipote del sonnambulo   | Erle Stanley Gardner | (The Case of the Sleepwalker's Niece)                                      | 1936           | 2004          |
| 998  | La casa che uccide                       | Kate Wilhelm         | (Smart House)                                                              | 1989           | 2004          |
| 999  | Scacco al re per Nero Wolfe              | Rex Stout            | (Gambit)                                                                   | 1962           | 2004          |
| 1000 | Morte di uno sconosciuto                 | Anne Perry           | (Death of a Stranger)                                                      | 2002           | 2004          |

|  | I 100 successivi: I Classici del Giallo Mondadori dal 1001 al 1100 |